# Интуит
Национальный Открытый Университет «ИНТУИТ» (от ИНТернет-Университет Информационных Технологий) — организация, предоставляющая с помощью собственного сайта услуги дистанционного обучения по нескольким образовательным программам, многие из которых касаются информационных технологий. Сайт содержит несколько сотен открытых образовательных курсов, по прохождении которых можно бесплатно получить электронный сертификат. Также возможно платное получение сертификатов о повышении квалификации. Кроме того, организация действует как издательство, выпуская учебную литературу по курсам.

## История
Проект был основан Анатолием Шкредом, сайт открылся 10 апреля 2003 года.
Является частной компанией, финансируется за счёт продаж учебников и сертификатов.
Интернет-проект Интуит получил лицензию на образовательную деятельность в 2010 году.

## Содержание
В Интуите можно прочитать (прослушать) более 800 курсов по различным областям информатики — в том числе, изучить различные языки программирования и разметки, численные методы, параллельные вычисления и пр. Кроме того, есть несколько курсов по физике, математике, экономике, философии.
Через сайт можно купить книги, связанные с курсами, и заказать DVD со всеми курсами.

## Премии
В 2005 году сайт стал одним из четырёх лауреатов премии Рунета в номинации «Наука и образование».
Также сайт победил во всероссийском конкурсе «ИТ-образование в Рунете» (2005) в номинации «системы открытого (дистанционного) образования».